# Партений Антанийски
Партений (на македонска литературна норма: Партениј) е духовник на Македонската православна църква, антанийски епископ от 2020 година и игумен на Бигорския манастир от 1997 година.

## Биография
Роден е в Битоля на 29 октомври 1970 година със светското име Зоранчо Фидановски (Зоранчо Фидановски). Завършва средно образование в семинарията „Свети Климент Охридски“ в Драчево, а висше в Богословския факултет на Скопския университет. Заминава за светогорския манастир Григориат, където е под духовното старчество на Георгий Капсанис. В 1995 година се установява в Бигорския манастир, в който отново се възражда монашеският живот. След приемането на монашески подстриг, същата година е ръкоположен за йеродякон и йеромонах. На следната 1997 година е произведен в игумен, а в 1998 година е възведен в архимандритски чин.
Като игумен Партений в 2001 година напълно възобновява женския манастирски метох „Свети Георги“ в Райчица. В 2003 година започва голям и сложен проект за цялостна реконструкция на Долния палат на манастира в автентичния му вид, преди унищожаването му от пожар в 1912 година. Проектът завършва в 2006 година с освещаването на новото здание на няколко ката в традиционна реканска архитектура с чардаци и параклис „Благовещение Богородично“.
На 30 септември 2009 година в манастирския комплекс избухва пожар при който цялостно изгарят монашеските жилища, кухнята, библиотеката, гостната, две трапезарии, Стария конак и Горния палат. Игумен Партений веднага започва възстановителни работи, както и изграждането на нов конак, наречен Източен палат – също с традиционна архитектура, параклис „Свети Николай“, уникална книгохранителница, манастирска кула с часовник, зографска работилница и нови монашески килии за увеличаващото се братство. Изградени са и дървен храм в руски стил, посветен на Свети Серафим Саровски, храмът „Успение Богородично“ в Ростуше и нов скит „Св. св. Кирил и Методий“ в Битуша, където има център за младежко образование.
Игумен Партений има големи заслуги за въвеждането на автентичното източно византийско пеене в манастира и в храмовете в Северна Македония изобщо. Развива и широка милосърдна дейност. Участва и в много общоцърковни проекти за разпространение на православните ценности, като организиране на трибуни за обсъждане на актуални духовни и обществени проблеми, издаване на духовна литература, създаване на сайт на манастира, организиране на великденски концерти с византийска музика.
Носител е на много отличия: наградата на град Битола за животно дело „4-ти ноември“, грамоти от милосърдното сдружение „Самарянин“, наградите за личност на годината на много медии и други.

### Отношение към България
Монашеското братство, ръководено от игумен Партений, се обявява в подкрепа на сключването на Договора за приятелство, добросъседство и сътрудничество между Република България и Република Македония, подписан на 1 август 2017 година в Скопие, заявявайки:
| „ | Меѓутоа, културниот идентитет и националната посебност, колку и да звучи парадоксално, подразбираат и заедништво и испреплетеност со други идентитети и посебности. Пример за таква историска симбиоза се македонскиот и бугарскиот народ. Таа вродена вековна близост се пројавува во многу значајни сегменти од општественото живеење: јазик, фолклор, култура, настани, дејци… Впрочем, да не заборавиме и дека нашите два народа имаат една цивилизациска лулка, заеднички крштелен купел – имено, мисијата на Светите Браќа Кирил и Методиј и особено на нивните свети ученици, покрстувањето за време на Светиот Рамноапостолен цар Борис-Михаил и почетокот на заедничката писменост. Тоа ни дава право, или подобро кажано, обврска да го негуваме тоа духовно сродство и близина, без притоа, се разбира, да се негираме и омаловажуваме едни со други во нашите културни особености. Всушност и брат со брат се разликува, и семејство со семејство, и град со град, и област со област, и говор со говор… Но, не смееме да дозволиме различностите да станат главниот фактор во нашите меѓусебни односи и причина за омраза и раздор. Напротив, многу повеќе се нештата што нè обединуваат, а и самите различности треба да ги гледаме како наследство од нашето заедничко суштествување. Освен това културната идентичност и национална самостоятелност, колкото и да звучи парадоксално, подразбират и общност и преплетеност с други идентичности и самостоятелности. Пример за такава историческа симбиоза са македонският и българският народ. Тая вродена вековна близост се проявява в много значими сегменти от обществения живот: език, фолклор, култура, събития, дейци... Впрочем, да не забравяме, че нашите два народа имат една цивилизационна люлка, общ кръщелен купел – именно мисията на Светите братя Кирил и Методий и особено на техните свети ученици, покръстването по времето на Светия Равноапостолен цар Борис-Михаил и началото на общата писменост. Това ни дава право, или по-добре казано, задължение да го почитаме това духовно родство и близост, без при това, разбира се, да неглижираме или омаловажаваме едни на други нашите културни особености. Всъщност и брат с брат се различава, и семейство със семейство, и град с град, и област с област, и говор с говор... Но не смеем да позволим различностите да станат главният фактор в нашите взаимни отношения и причина за омраза и раздор. Напротив, много повече са нещата, които ни обединяват, а и самите различности трябва да ги гледаме като наследство от нашето заедно съществуване. | “ |

На 2 август 2017 г. по време на служба в памет на Илинденското въстание монасите изпълняват „Изгрей зора на свободата“, химн на ВМРО, забранен от югославските власти след 1949 г. В проповед, държана през същия ден архимандрит Партений защитава сключването на Договора за приятелство, добросъседство и сътрудничество с България, „нашия най-братски съсед“, като определя подписването му като „четвърти Илинден“ след Илинденското въстание от 1903 г., създаването на Македонската федеративна република през 1944 г. и обявяването на независимостта на македонската държава през 1991 г.
На 8 август 2017 г. в знак на благодарност за подкрепата на монашеското братство за подобряването на отношенията между Република Македония и Република България в манастира посещение прави Димитър Главчев, председател на XLIV народно събрание. В поздравителното си слово към госта архимандрит Партений заявява, че духовната връзка между двете страни е неразкъсваема и изразява вяра и надежда, че „България ще помогне на своя най-близък съсед Македония да преодолее тежките изкушения, които са изправени на нейния исторически път, за да може тя успешно да устои като държава в своите физически граници, без да бъдат накърнявани нейните културни и народни черти“.
На 12 юли 2020 година в църквата „Света София“ в Охрид е ръкоположен за антаниски епископ, викарий на Дебърско-Кичевската митрополия.